# Pholcus fragillimus
Espèce
Synonymes
- Pholcus okinawaensis Irie, 2002
- Pholcus acerosus Peng & Zhang, 2011

Pholcus fragillimus est une espèce d'araignées aranéomorphes de la famille des Pholcidae.

## Répartition
Cette espèce se rencontre du Sri Lanka au Japon.

## Description
Le mâle syntype mesure 4 mm et la femelle syntype 5,5 mm
Le mâle décrit par Huber en 2011 mesure 3,6 mm.

## Systématique et taxinomie
Cette espèce a été décrite par Strand en 1907.
Le matériel type de Pholcus fragillimus a probablement été détruit à Stuttgart pendant la Seconde Guerre mondiale.
Pholcus okinawaensis a été placée en synonymie par Huber en 2011.
Pholcus acerosus a été placée en synonymie par Huber, Colmenares et Ramírez en 2014.

## Publication originale
- Strand, 1907 : « Süd- und ostasiatische Spinnen. » Abhandlungen der naturforschenden Gesellschaft zu Görlitz, vol. 25, p. 107-215.